# دهستان قهستان
دهستان قُهِستان، دهستانی از بخش قهستان شهرستان درمیان واقع در استان خراسان جنوبی است. جمعیت این دهستان، بر اساس سرشماری سال ۱۳۸۵، بالغ بر ۹۸۴۹ نفر می‌باشد.